# Freewinds
Die Freewinds ist ein Kreuzfahrtschiff, das 1968 auf der finnischen Wärtsilä Turku-Werft unter der Baunummer 1161 als Bohème gebaut wurde. Sie gehört zur Finnhansa-Klasse.

## Geschichte
Das Schiff wurde zunächst von Commodore Cruise Ltd. für Kreuzfahrten in der Karibik zwischen Miami und Saint Thomas eingesetzt. 1981 wurde es an Hanseatic Caribbean Shipping Co. Inc. verkauft. 1982 und 1983 wurde es in Charter des brasilianischen Unternehmens Saitecin Cruises für Kreuzfahrten entlang der südamerikanischen Ostküste bis Kap Hoorn sowie für Karibikkreuzfahrten eingesetzt.
Ende 1984 charterte SeaEscape das Schiff und setzte es für Tagesfahrten zwischen Miami und Freeport ein, von Anfang 1985 dann für Fahrten zwischen Saint Petersburg und Tampa. Im September 1985 kaufte die San Donato Properties Corporation das Schiff und benannte es in Freewinds um. Die Reederei setzte es für mehrtägige Karibikkreuzfahrten ein.
Die Sekte Scientology nutzt das Schiff seit 1988 als Schulungszentrum.
Das Schiff wurde mehrfach (1970, 1983 und 2009) umgebaut und modernisiert.